# India Britanică
British Raj, Imperiul Britanic (rāj - "domnie" în limba hindi) sau mai simplu India Britanică sunt termeni folosiți pentru subcontinentul indian, pentru colonia India și pentru perioada istorică 1858 – 1947 în care Imperiul Britanic stăpânea regiunea.
Regiunea în discuție includea provincii administrate direct de autoritățile coloniale britanice, (așa numita „Indie Britanică”) dar și o serie de principate guvernate de o serie de principi locali, care recunoșteau autoritatea puterii suzerane a Coroanei Britanice. Aceste principate, care aveau diverse tratate cu Coroana Britanică, se bucurau de un anumit grad de autonomie locală dar acceptau protectoratul și completa reprezentare în cadrul relațiilor externe a Regatului Unit.
„Imperiul Indian” cuprindea regiuni care aparțin în zilele noastre Indiei, Pakistanului și Bangladeshului. În plus, au mai aparținut în anumite perioade de timp Colonia Aden (1858 – 1937), Birmania Inferioară (1858 – 1937), Birmania Superioară (1886 – 1937) (Birmania a fost desprinsă de India Britanică în 1937), Somalia Britanică (1884 – 1898) și Singapore (1858 – 1867). India Britanică a avut o serie de legături cu posesiunile britanice din Orientul Mijlociu – rupia a servit ca monedă în mai multe regiuni ale imperiului colonial britanic. Colonia care este în zilele noastre Irak a fost administrată imediat după primul război mondial de „Biroul indian al guvernului britanic”.
„Imperiul Indian”, care emitea propriile pașapoarte, era denumit de cele mai multe ori „India”, atât în colonie, cât și pe plan internațional. „India” a fost membru fondator al Ligii Națiunilor și a participat la Jocurile Olimpice de Vară din 1900, 1920, 1928, 1932 și 1936.
Printre alte țări din regiune, Ceylonul, (azi Sri Lanka), care fusese dobândită de Regatul Unit al Marii Britanii și Irlandei în 1802 după semnarea Tratatului de la Amiens, era Colonie a Coroanei, dar nu era parte a Imperiului Britanic. Regatele Nepal și Bhutan, după mai multe conflicte cu Regatul Unit al Marii Brianii și Irlandei, au semnat tratate prin care le era recunoscută independența. Cele două regate nu au făcut parte niciodată din British Raj. Regatul Sikkim a fost trasformat în principat după semnarea „Tratatului anglo-sikkimez” din 1861. Tratatul lăsa în suspensie problema suveranității. Insulele Maldive au fost protectorat britanic între 1867-1965, dar nu au fost niciodată parte a Imperiului Indian.
Statutul de colonie a Imperiului Indian a durat din 1858, când guvernarea așa-numitei Companii a Indiei Răsăritene Britanice (Raj Company) a fost transferată Coroanei în persoana reginei Victoria (care în 1877 a fost proclamată „Împărăteasă a Indiei”) până în 1947, când Imperiul Indian a fost împărțit în două state suverane: „Dominionul Indiei” (mai târziu Republica India) și „Dominionul Pakistanului” (mai târziu Republica Islamică Pakistan și Republica Populară Bangladesh). Birmania a fost separată de administrația Indiei Britanice în 1937 și a fost administrată direct de autoritățile coloniale britanice până la obținerea independenței în 1948, ca „Uniunea Burmei”.

## Preludiu: Guvernarea Companiei Indiei Răsăritene Britanice
Pe 31 decembrie 1600, regina Elisabeta I a Angliei a oferit o „cartă regală” „Companiei Indiei Răsăritene Britanice” prin care aceasta din urmă primea dreptul de a face comerț cu Orientul. Primele corăbii britanice au sosit în India în 1608, ancorând la Surat, în ceea ce este azi Gujarat. După patru ani, negustorii britanici i-au învins pe portughezi în bătălia de la Swally, câștigând favoarea împăratului mogul Jahangir. În 1615, regele James I l-a trimis pe Thomas Roe ca ambasador la curtea lui Jahangir. A fost semnat un tratat comercial, prin care mogulii permiteau Companiei să construiască posturi comerciale în India, în schimbul unor plăți în natură. Compania a făcut comerț cu bumbac, mătase, nitrat de potasiu, indigo și ceai.
Pe la mijlocul secolului al XVII-lea, Compania stabilise posturi comerciale în aproape toate marile orașe indiene: Bombay, Calcutta și Madras. În 1670, regele Charles al II-lea a oferit Companiei dreptul de a ocupa teritorii, recruta armată, bate monedă și exercita jurisdicție legală în zonele aflate sub controlul ei.
În ultimul deceniu al secolului al XVII-lea, Compania ar putea fi considerată o „națiune” pe subcontinentul Indian, care avea o uriașă putere militară și conducea „trei președinții”: Bengal, Bombay și Madras.
Prima posesiune teritorială pe teritoriul subcontinentului indian a fost înființată în momentul în care unitățile militare ale companiei, aflate sub comanda lui Robert Clive, l-au învins pe guvernatorul din Bengal, Siraj Ud Daulah, în bătălia de la Plassey din 1757. Bengalul a devenit protectorat britanic, sub conducerea directă a Companiei Indiei Răsăritene Britanice.

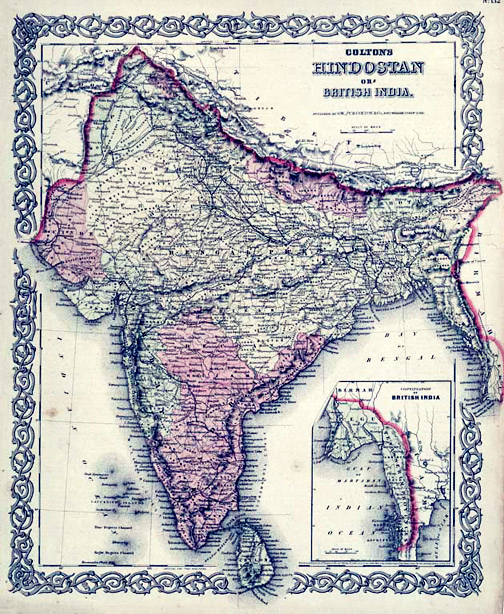
Harta Indiei Britanice în anul 1855

Legea din 1773, votată de Parlamentul Britanic, asigura guvernului britanic dreptul de supervizare a întregii activități a Companiei Indiei Răsăritene Britanice, dar i-au lăsat acesteia libertatea de acțiune în India. Acesta a fost primul pas pe un drum mai lung, pe care avea să-l parcurgă guvernul britanic de la supervizarea Companiei până la controlul total asupra Indiei. Legea din 1773 a înființat postul de Guvernator General al Indiei. Primul ocupant al acestui post a fost Warren Hastings. Legile următoare, cele din 1813 și din 1833, au adus noi schimbări relației dintre Compania Indiei Răsăritene Britanice și guvernul britanic. Warren Hastings a rămas în India până în 1784 și a fost succedat în funcție de Charles Cornwallis, care a inițiat așa-numitul „Permanent Settlement”, o înțelegere „perpetuă” cu marii latifundiari indieni pentru colectarea taxelor. În următorii 50 de ani, Regatul Britanic a fost angajat într-o serie de lupte pentru eliminarea rivalilor săi pe subcontinentul indian.
La începutul secolului al XIX-lea, Guvernatorul General Richard Wellesley, (fratele lui Arthur Wellesley), a început extinderea domeniilor Companiei într-un ritm nemaiîntâlnit până atunci. L-a învins pe șahibul Tippu și a anexat Mysore în sudul Indiei, a luptat cu francezii și a îndepărtat definitiv influența lor de pe subcontinent. La mijlocul secolului al XIX-lea, guvernatorul general James Broun-Ramsay a lansat cel mai ambițios program de expansiune a Companiei, reușind să-i învingă pe luptătorii sikh în timpul războiului anglo-sikh (la sfârșitul căruia a anexat regiunea Punjab) și a cucerit Birmania ca urmare a victoriei în al doilea război anglo-birmanez. A ocupat de asemenea o serie de principate precum Satara, Sambalpur, Jhansi și Nagpur, folosindu-se de așa-numită „doctrină a lipsei” (prin care se justifica ocuparea principatelor aflate în sfera de influență britanică, conduse de monarhi locali care nu aveau moștenitori direcți pe linie masculină). Anexarea principatului Oudh în 1856 a fost ultima cucerire teritorială a Companiei.

## Revolta indiană din 1857
Pe 10 mai 1857, soldații Armatei Indiei Britanice (cunoscuți ca „sepoy” (cipai, din cuvântul urdu sipaahi = soldat), recrutați din cadrul populației indiene hinduse și a celei musulmane, s-au revoltat împotriva britanicilor în garnizoana din Meerut, (65 kilometri nord-est de Delhi). În acele vremuri, dintre cei 238.000 de soldați ai Companiei Indiei Răsăritene Britanice, doar 38.000 erau europeni. Soldații indieni au pornit în marș spre Delhi pentru a-și oferi serviciile împăratului mogul și, în scurtă vreme, toată partea centrală și de nord a Indiei a fost cuprinsă de război. Numeroase regimente ale regatelor și principatelor indiene s-au alăturat insurgenților, dar au existat și regimente indiene care au luptat de partea britanicilor.
Politica de anexări începută de guvernatorul general Dalhousie bazată pe „doctrina lipsei” (care prevedea ca toate principatele aflate sub dominația Companiei Indiei Răsăritene Britanice, ai căror monarhi nu aveau urmași direcți pe linie masculină, să fie unite cu teritoriile Companiei) le interzicea principilor locali să-și aleagă proprii urmași la tron. Adoptarea de către principii indieni a unor moștenitori era o practică veche indiană, acceptată atât de tradiția laică, cât și de cea religioasă. Printre statele anexate cu justificarea lipsei de moștenitori direcți au fost principate sau regate mari precum Satara, Thanjavur, Sambhal, Jhansi, Jetpur, Udaipur și Baghat. În plus, Compania a anexat fără niciun pretext regatele Sind în 1843 și Oudh în 1856. Regatul Oudh a asigurat companiei venituri uriașe.
Sistemul judiciar era nedrept cu indienii, iar britanicii îl considerau normal și de la sine înțeles. Documentul oficial East India (Torture) 1855–1857, care a fost depus la Camera Comunelor în sesiunea 1856-1857, a demonstrat că ofițerii Companiei Indiei Răsăritene Britanice puteau ataca pe diverse căi orice hotărâre judecătorească, care îi condamna pentru brutalități sau omoruri comise împotriva indienilor!
Politicile economice ale Companiei Indiei Răsăritene provocau nemulțumiri printre indieni. Cea mai mare parte a aurului, pietrelor prețioase, argintului sau mătăsii indiene erau exportate în Regatul Unit cu titlu de taxe și impozite, unde erau vândute de multe ori în licitații publice. India a fost secătuită de una dintre marile sale bogății naturale - pietrele prețioase. Pământurile au fost reorganizate dând prioritate intereselor marilor proprietari de pământ, ceea ce facilita colectarea taxelor și impozitelor. În unele regiuni ale țării, fermierii au fost obligați să renunțe la agricultura tradițională de subzistență în favoarea unor culturi comerciale precum cea a indigoului, iutei, cafelei sau ceaiului. Fermierii au fost obligați astfel să suporte greutăți neașteptate generate de creșterea prețurilor la alimente. Industria locală, în special cea a vestiților țesători din Bengal, dar nu numai, a suferit în timpul dominației britanice. Tarifele de import erau menținute la un nivel scăzut, în felul acesta piața indiană fiind inundată de țesăturile și hainele ieftine din Anglia. Industria locală indiană pur și simplu nu a putut face față competiției. Dacă la început India era sursa principală a țesăturilor de lux folosite în Anglia, la un moment dat ea fost redusă doar la un simplu cultivator de bumbac, prelucrat în Regatul Unit, de unde era reimportat în India sub formă de țesături ieftine.

## Urmările revoltei - noul Raj

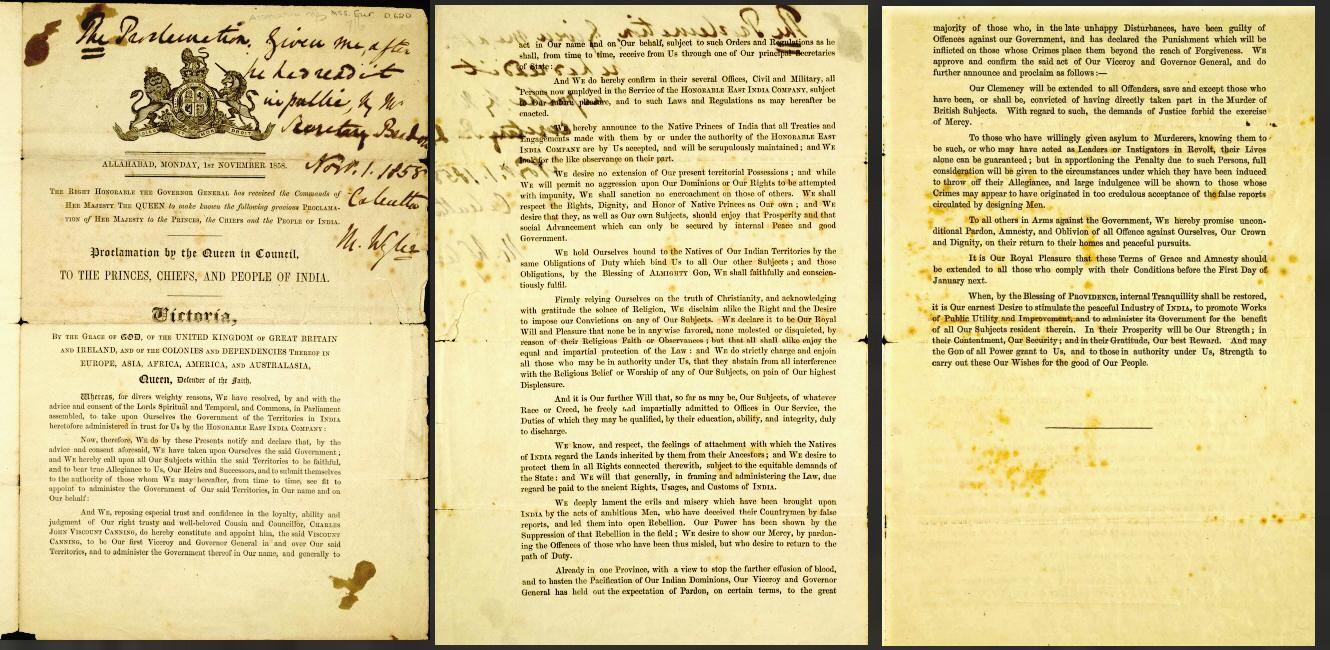
Poclamația „Princes, Chiefs, and People of India” a reginei Victoria (1 noiembrie 1858) prin care monarhul declara „Ne vom considera legați de bătinașii teritoriilor noastre indiene de aceleași obligații care ne leagă de toți ceilalți supuși ai noștri”. (pag. 2)

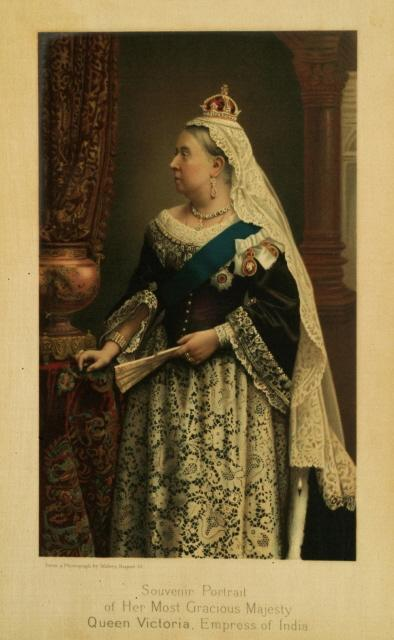
Un portret din 1887 al reginei Victoria înfățișată ca împărăteasă a Indiei, la 30 de ani de la revolta indienilor din 1857

Deși marea revoltă din 1857 a scuturat din temelii stăpânirea britanică din India, nu a distrus-o. Până în anul 1857, englezii, în special în timpul guvernatorului general James Broun-Ramsay, s-au străduit să construiască o Indie ca parte a Angliei înseși, copiind instituțiile sociale și economice britanice. După revoltă, britanicii au devenit mult mai circumspecți. Cele trei lecții pe care le-au învățat britanicii din rebeliune au fost:                                                             - s-a ajuns la concluzia că trebuie stabilite o camaraderie și o comunicare mai strânsă între britanici și indieni, și aceasta nu doar la nivelul armatei, între ofițeri și personalul lor, dar și între civili. Armata indiană a fost reorganizată din temelii. Unitățile de musulmani și brahmani din Provinciile Unite Agra și Oudh, care reprezentaseră grosul militarilor răsculați, au fost desființate. Au fost formate noi regimente, compuse din sikhs și baluchi, care în opinia britanicilor dovediseră mai multă stabilitate. Până în 1947, organizarea armatei indiene a rămas neschimbată;                                                                                                                            - s-a dovedit că principii și moșierii, neparticipând la rebeliune, au jucat rolul unor „diguri pe timp de furtună”. Aceste categorii sociale au fost răsplătite, în noul British Raj, prin semnarea unor tratate cu Coroana Britanică. În același timp devenea evident că țăranii, pentru care fusese concepută o reformă agrară în Provinciile Unite, se dovediseră lipsiți de loialitate, luptând împotriva britanicilor, de multe ori în beneficiul foștilor lor moșieri. Ca urmare, nu a mai fost inițiată nicio reformă agrară în următorii 90 de ani. Bengalul și Biharul au rămas regiunile cu cele mai mari moșii, spre deosebire de Punjab și Provinciile Unite;                   - nu în ultimul rând, britanicii s-au simțit dezamăgiți de reacția indienilor la reformele sociale. Până la rebeliune, britanicii au făcut presiuni pentru noi reforne sociale (precum a fost intezicerea sacrificării văduvelor pe rugul funerar al soțului decedat). După momentul rebeliunii, s-a considerat că obiceiurile și tradițiile indienilor sunt prea puternice și prea rigide pentru a fi schimbate cu ușurință, în special în cazul acelor obiceiuri care aveau legături cu religia, chiar și în cazul în care britanicii erau profund împotriva acestora, (ca în cazul obiceiului recăsătoririi văduvelor-fetițe hinduse).
Numeroase politici economice și de taxare au rămas practic neschimbate în perioada de după revolta din 1857, dar au fost introduse mai multe modificări administrative, printre care crearea postului guvernamental de Secretar de Stat pentru India. Guvernatorul General, numit „vicerege” când acționa ca locțiitor al principilor locali, își avea cartierul general în Calcutta. El conducea practic India, fiind ajutat de consiliile legislativ și executiv. Pe următoarea treaptă a administrației se aflau guvernatorii provinciilor indiene, care aveau în subordine oficiali de nivel districtual și departamental, care formau pătura inferioară a funcționarilor publici indieni.
Viceregele Indiei a anunțat în 1858 că guvernul central va respecta tratatele vechi cu principatele indiene și că va renunța la „doctrina lipsei” a Companiei Indiei Răsăritene Britanice. Aproximativ 40% din teritoriul Indiei și cam 20-25% din populație a rămas sub controlul a 562 de principi, care își exercitau autoritatea în principal asupra coreligionarilor lor (musulmani, hinduși, sikh și alții).

## Efectele economice

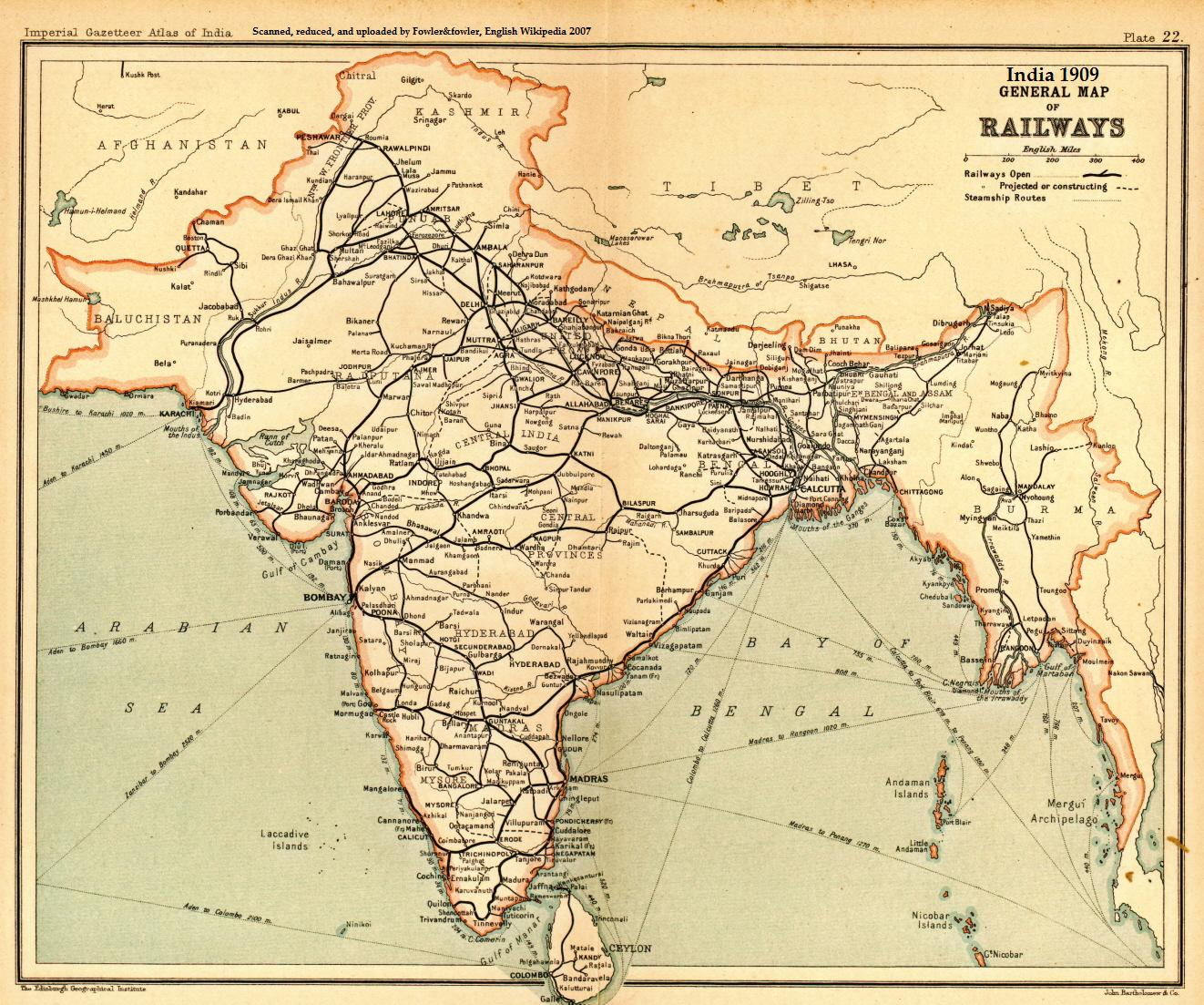
Hartă a căilor ferate indiene din anul 1909. În acel moment, India avea cea de-a patra reţea de căi ferate din lume. Reţeau de căi ferate a fost dezvoltată începând cu anul 1853.
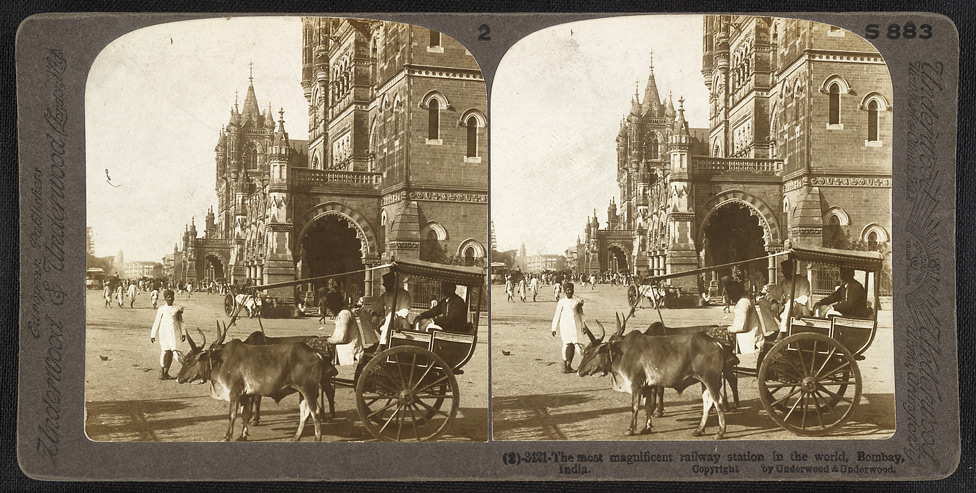
„ Cea mai luxoasă staţie de cale ferată din lume”. Imaginea standard a Victoria Terminus, (Bombay), terminată în 1888.
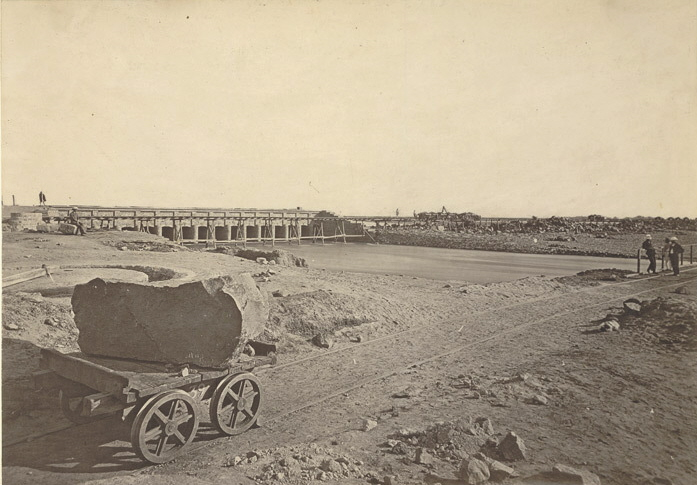
Canalul Agra la un an după inaugurare. Canalul a fost închis pentru navigaţie în 1904 pentru a fi folosit exclusiv pentru irigaţii, în luptă cu foametea.
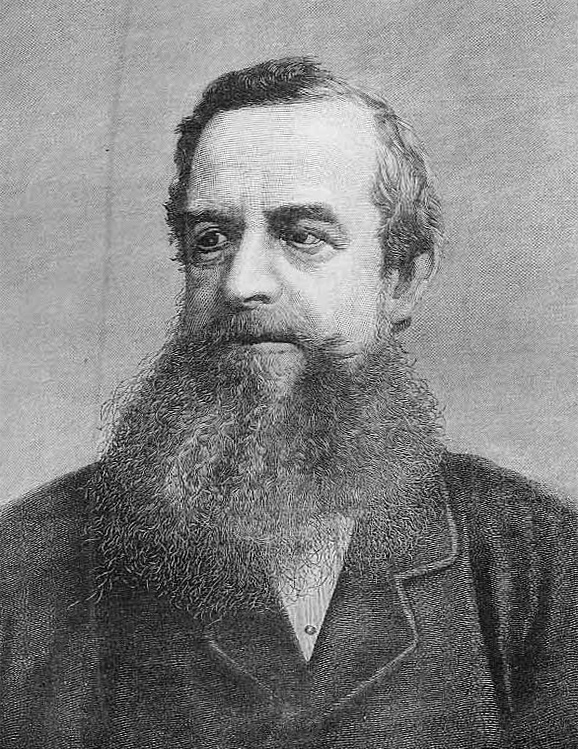
George Robinson, viceregele liberal al Indiei, care a instituit Codul Foametei

În a doua jumătate a secolului al XIX-lea, administrarea directă de către Coroana Britanică a Indiei și progresul tehnic și industrial din timpul revoluției industriale au legat mai mult economiile Indiei și Angliei. De fapt, numeroase schimbări importante în transporturi și comunicații începuseră deja înaintea revoltei indienilor. Cum guvernatorul Dalhousie era un entuziast al schimbărilor tehnologice din Regatul Unit, India a avut parte la rândul ei de o implementare rapidă a respectivelor tehnologii. Căile ferate, drumurile, canalele și podurile au fost construite în ritm accelerat. Liniile telegrafice au suferit o dezvoltare rapidă. În acest fel, materiile prime din India au fost transportate mai eficient spre porturi precum Bombay, de unde erau exportate în Anglia. De asemenea, mărfurile englezești erau transportate mult mai eficient spre piețele indiene. Spre deosebire de Regatul Unit, unde costurile pentru dezvoltarea infrastructurii erau suportate de investitorii privați, în India erau suportate de contribuabili - în primul rând de țărani și de lucrătorii agricoli. Suma totală plătită de contribuabili a fost de aproximativ 50 milioane de lire sterline. În ciuda acestor costuri ridicate, în India au fost create puține locuri de muncă pentru indieni, în general din categoria celor mai puțin calificate. Până în 1920, în condițiile în care India avea a patra rețea feroviară din lume și avea o istorie de 60 de ani de construcții feroviare, doar 10% din posturile de conducere ale Căilor Ferate Indiene erau ocupate de localnici.
Dezvoltarea tehnologică a dus la schimbări în economia agricolă a Indiei. Până în ultimul deceniu al secolului al XIX-lea, o mare parte a materiilor prime, nu numai bumbacul, dar și unele cereale, erau exportate spre piețele îndepărtate. Din păcate, numeroși fermieri mărunți, dependenți de fluctuațiile de pe aceste piețe, și-au pierdut pământul, animalele și uneltele în favoarea cămătarilor.. În a doua jumătate a secolului al XIX-lea a crescut numărul foametelor în India. Deși foametea nu era un fenomen necunoscut pe subcontinent, foametele din secolul al XIX-lea au fost extrem de grave, cu milioane de victime, cei mai mulți istorici, atât britanici cât și indieni, considerând că administrația colonială britanică este singura vinovată.
 După foametea din 1902 nu a mai fost nicio altă foamete în India până la cea din 1943 din Bengal. După fiecare foamete, guvernul britanic a inițiat „investigații serioase” .
Sistemul juridic indian, structura guvernamentală indiană și rețeaua națională de căi ferate din secolul al XXI-lea au rămas influențate în mod decisiv de perioada britanică de ocupație.
Nivelul ridicat de cunoaștere al limbii engleze se dovedește în zilele noaste un avantaj important pentru turism și pentru creatorii de programe de calculatoare. Ca urmare a legăturilor care au existat între Regatul Unit și India, un mare număr de indieni au reușit să emigreze în mod legal în Anglia.

## Începuturile autoguvernării
Primii pași spre autoguvernare au fost făcuți în India Britanică la sfârșitul secolului al XIX-lea odată cu numirea consilierilor indieni ai viceregelui britanic și cu înființarea prin legea din 1892 a consiliilor provinciale formate din nativi indieni. Pentru administrația locală au fost create adunări orășenești și districtuale, în care activau indieni aleși prin vot.
Legea guvernării Indiei din 1909, cunoscută și ca reformele Morley-Minto (John Morley a fost secretar de stat pentru India, iar Gilbert John Elliot-Murray-Kynynmound a fost viceregele Indiei), a oferit indienilor acces limitat în legislativele locale și provinciale. Și până atunci indienii aveau acces în consiliile legislative, dar numai ca membri numiți. După reforme, ei au fost aleși în aceste adunări legislative. La centru s-a păstrat obiceiul numirii celor mai mulți oficiali de către guvern, iar viceregele nu era responsabil în fața legislativului. La nivel provincial, membrii aleși împreună cu numiții neoficial erau mai mulți decât cei numiți pe cale oficială, dar răspunderea guvernatorului în fața legislativului era aproape inexistentă. Morley a declarat în mod clar în Parlamentul Britanic că autoguvernarea parlamentară a Indiei nu reprezintă un obiectiv al reformelor.
Totuși, reformele Morley-Minto au fost un jalon pe drumul independenței. Pas cu pas, principiul alegerii democratice a fost introdus în consiliile legislative indiene. „Electoratul” era limitat totuși la membrii clasei superioare indiene. Membrii aleși ai consiliilor legislative s-au transformat treptat într-o „opoziție” la „guvernul oficial” și membrii consiliilor numiți de guvern. Categoriile de persoane cu drept de vot au fost treptat lărgite și, după ceva vreme, electoratul indian a fost caracterizat prin gruparea pe baze religioase.

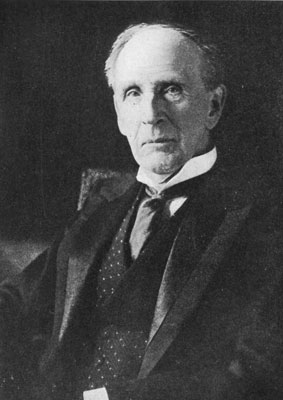
John Morley, Secretarul de Stat pentru India (1905 – 1910).
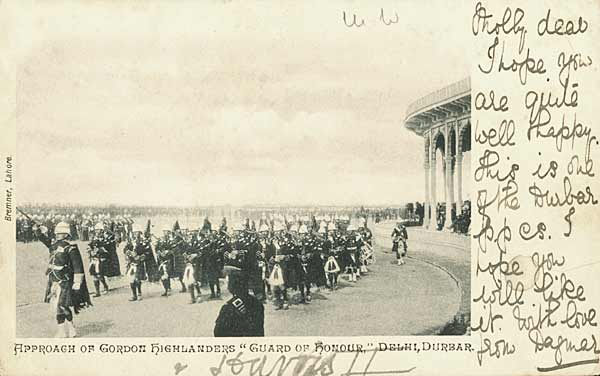
Paradă militară la Delhi Durban în cinstea încoronării regelui George al V-lea ca împărat al Indiei. (12 decembrie 1911). (carte poştală din epocă).
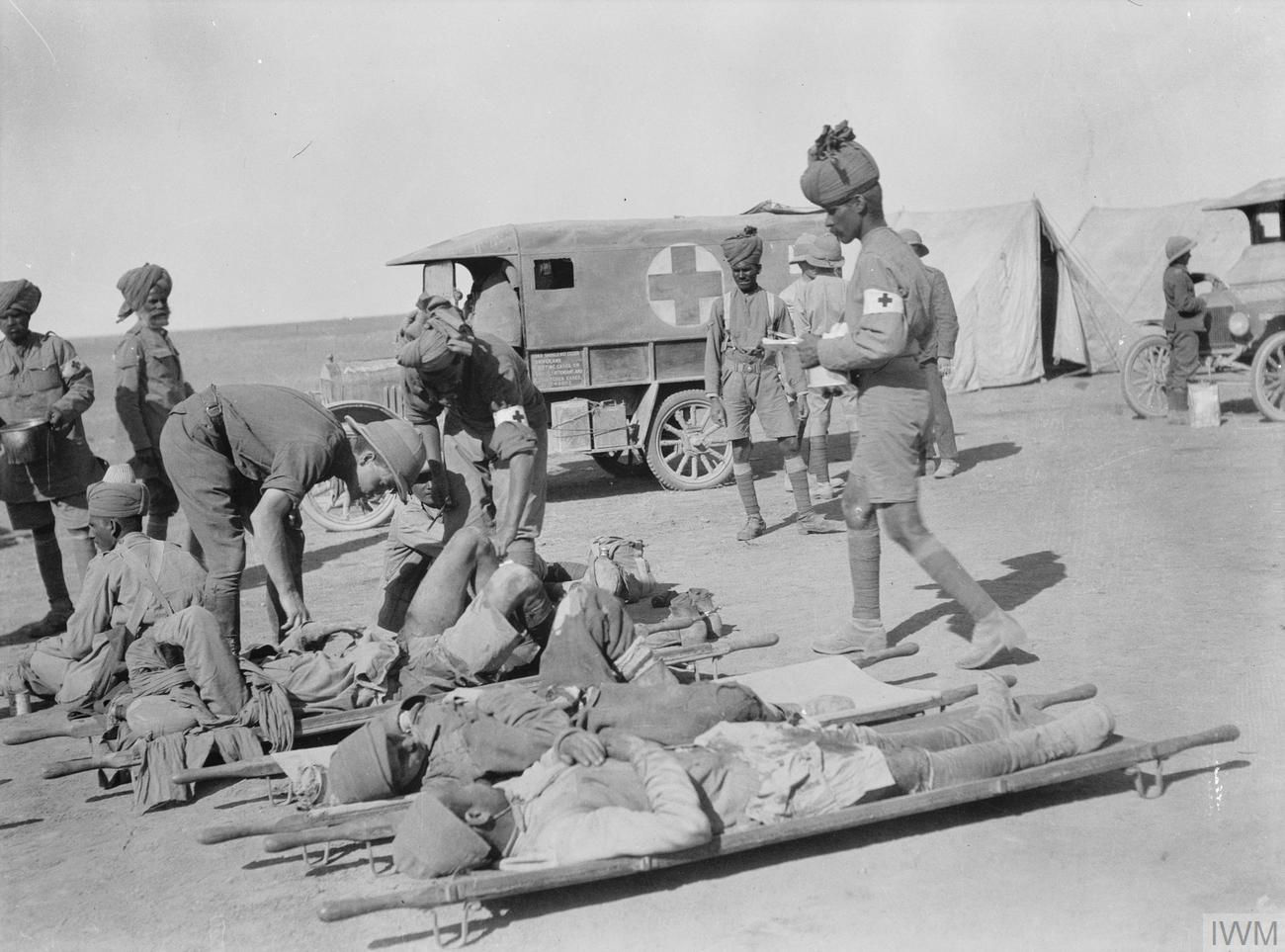
Personalul medical indian cu pregătire medie asigurând îngrijirea soldaţilor răniţi, membri ai „Forţei Expediţionare Mesopotamiene” în timpul primului război mondial.
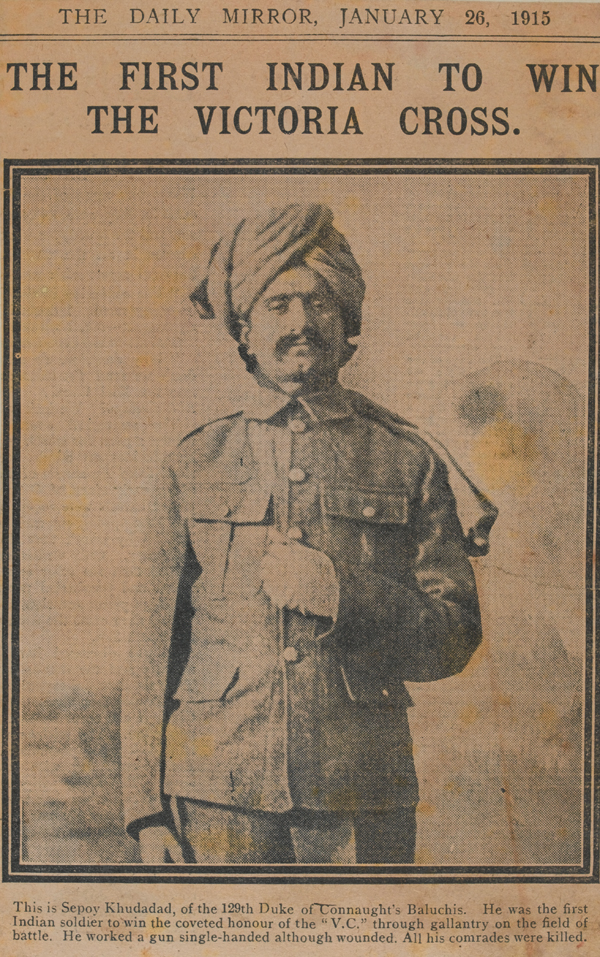
Cipaiul Khudadad Khan, primul indian răspătit cu Crucea Victoria, cea mai înaltă medalie de război britanică decernată pentru bravură. Khanm originar din Punjab, a murit în Pakistan în 1971.

## Primul război mondial și urmările sale
Primul război mondial avea să se dovedească un punct de cumpănă al relațiilor indo-britanice. Aproximativ 1,4 milioane de soldați indieni și britanici din Armata Indiei Britanice au luat parte la război și participarea lor la lupte a avut un uriaș impact mediatic. Veștile despre soldații indieni, dar și din dominioane precum Canada sau Australia, au ajuns în toate colțurile lumii, atât prin intermediul presei scrise, cât și prin intermediul radioului, (o invenție relativ nouă). Statutul internațional al Indiei a crescut și va continua să crească de-a lungul deceniului al treilea. Astfel, India avea să devină unul dintre membrii fondatori ai Ligii Națiunilor (1920) și avea să participe ca "Les Indes Anglaises" (India Engleză) la Jocurile Olimpice de vară din 1920 de la Antwerp. În India, în special în rândurile membrilor Congresului Național Indian, au apărut cereri tot mai insistente pentru creșterea gradului de autoguvernare.
În 1916, în condițiile întăririi partidelor naționaliste indiene, care semnaseră un pact de cooperare și înființaseră ligi pentru autoguvernare, și a recunoașterii de către liderii britanici, (după dezastrul campaniei din Mesopotamia), a faptului că războiul era unul de durată, noul vicerege Frederic Thesiger a avertizat asupra faptului că guvernul indian va trebui să fie mult mai atent la opinia indienilor. Spre sfârșitul anului 1916, după unele discuții cu guvernul de la Londra, viceregele a sugerat ca liderii din metropolă să-și demonstreze buna-credință, dat fiind rolul important jucat de militarii indieni, printr-o serie de acțiuni publice, inclusiv prin acordarea de titluri și medalii soldaților indieni, eliminarea accizelor pentru bumbac și, mai important decât orice, prin anunțarea unor planuri de creștere a autonomiei Indiei. După multe discuții, în august 1917, noul secretar de stat pentru India, liberalul Edwin Montagu, a anunțat intenția britanicilor de „creștere a gradului de asociere a indienilor în toate ramurile administrație și dezvoltarea graduală a instituțiilor autoguvernării, cu privire la realizarea unui guvern responsabil în India, ca parte integrantă a Imperiului Britanic”. Deși planul avea în vedere o autoguvernare limitată și care privea doar câteva provincii mai loiale britanicilor, el a fost prima propunere britanică pentru formarea unui guvern reprezentativ dintr-o coloniei fără populație majoritară albă.
La începutul primului război mondial, rechemarea în Anglia a numeroase cadre militare și soldați din Armata Indiană, ca și dezastrul militar din campania din Mesopotamia, au făcut ca viceregele din acel moment, Charles Hardinge, să-și exprime în mod public îngrijorarea cu privire la „riscurile implicate de lipsirea Indiei de trupe”. Violențele revoluționare erau deja o preocupare de primă importanță pentru guvernarea britanică din India. Ca urmare, încă din 1915, Guvernul Indiei a emis „Legea apărării Indiei”, prin care își aroga dreptul să aresteze fără judecată orice persoană considerată periculoasă din punct de vedere politic. Aceste puteri au suplimentat pe cele arogate deja prin „Legea presei” din 1910, prin care putea aresta fără judecată jurnaliștii incomozi și putea cenzura presa. Reforma constituțională dorită de englezi viza aducerea în prim-planul politicii indiene a activiștilor moderați și întărirea partidelor lor. Totuși, cum guvernul dorea să lupte împotriva extremiștilor și a reacției lor la controlul foarte strict exercitat de autoritățile centrale, britanicii au început să ia în considerare prelungirea puterilor speciale asumate în timp de război și pentru perioada postbelică.

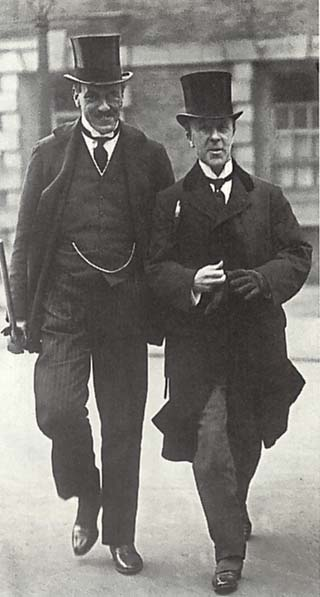
Edwin Montagu, Secretarul de Stat pentru India, (în stânga fotografiei)inițiatorul raportului care avea să ducă legiferarea reformelor Montagu-Chelmsford – „Legea guvernării Indiei”

Ca urmare, chiar în timp ce Edwin Montagu anunța noile reforme constituționale, o comisie parlamentară britanică aflată sub președinția judecătorului Rowlatt a primit sarcina investigării legăturilor dintre naționaliștii indieni și germani și bolșevici, care conduseseră la violențe în India, cu obiectivul nedeclarat al extinderii și în perioada postbelică a puterilor speciale asumate de guvernul Indiei în perioada războiului. Comitetul Rowlatt și-a prezetat raportul în iulie 1918. Raportul identifica trei regiuni în care insurgenții antibritanici erau cel mai puternic reprezentați: Bengal, președinția Bombay și Punjab. În vederea combaterii actelor subversive din aceste trei regiuni, comitetul recomanda ca guvernul să folosească puterile excepționale asumate pe timp de război și după încheierea conflagrației mondiale. Astfel, era propusă continuarea practicii judecării cazurilor de rebeliune de către un complet de trei judecători fără asistența juraților, impunerea unor măsuri de securitate în privința suspecților, supravegherea reședințelor disidenților, și împuternicirea guvernelor locale să aresteze și să întemnițeze fără judecată suspecții de rebeliune.
După încheierea luptelor primului război mondial, au apărut o serie de schimbări în climatul economic. Începând cu 1915, peste 1,5 milioane de indieni au fost recrutați în unitățile combatante sau de sprijin, iar India a asigurat venituri de 146 de milioane lire sterline folosite în război. Creșterea taxelor și distrugerea legăturilor comerciale, atât a celor interne cât și a celor externe, au dus la dublarea prețurilor pe piața indiană între 1914-1920. Veteranii de război reveniți la vatră, în special cei din Punjab, au dus la creșterea șomajului într-o economie și așa zdruncinată de război. Inflația postbelică, lipsurile alimentare, specula de pe piață și urmările musonului din sezonul 1918-1919 au provocat răscoale ale foametei în provinciile Bombay, Madras și Bengal. Influențele epidemiei de gripă din 1918 și ale revoluției bolșevice au agravat starea de criză din India.
Pentru a combate ceea ce părea să devină o nouă criză, guvernul a urmat recomandările comitetului Rowalatt. Deși legile fuseseră autorizate pentru considerații legislative de Edwin Montagu, acest lucru l-a făcut oarecum silit, el declarând: „Am detestat din prima clipă sugestia păstrării Legii apărării Indiei pe timp de pace la scara la care Rowlatt și prietenii săi consideră că este necesar”. În discuțiile în care au urmat pentru votul în Consiliul Legislativ Imperial, toți membrii indieni și-au exprimat opoziția la sus-numitele legi. Guvernul Indiei a reușit însă să obțină votarea legilor la începutul anului 1919, folosindu-se de „majoritatea neoficială”. Totuși, versiunea legii votate în ciuda opoziției indienilor conținea prevederi mai blânde, care permiteau acum puteri extrajudiciare pentru o perioadă de numai trei ani și doar pentru urmărirea activiștilor anarhiști și revoluționari, în vreme ce a doua lege care prevedea modificarea codului penal indian a fost respinsă. Chiar și așa, după ce a fost votată, noua Lege Rowlatt a produs o indignare generalizată în India și l-a propulsat pe Mahatma Gandhi în prima linie a scenei de luptă naționalistă.
Între timp, Montagu și Chelmsford și-au prezentat în iulie 1918 raportul lor redactat după o lungă călătorie prin India în iarna anului care trecuse. După mai multe discuții în guvernul și parlamentul britanic, a fost votată în sfârșit în decembrie 1919 Legea guvernării Indiei, (cunoscută și ca Reformele Montagu-Chelmsford). Noua lege lărgea atât consiliile legislative provinciale și pe cel imperial și interzicea guvernului indian să apeleze la artificii legale pentru a depăși votul nefavorabil din legislativ. Deși anumite ministere și departamente, precum apărarea, afacerile externe, justiția criminală, comunicațiile și impozitele, erau păstrate sub controlul direct al viceregelui și al guvernului central de la New Delhi, alte ministere și departamente precum sănătatea, învățământul public, cadastrul și autoguvernarea locală erau transferate în jurisdicția provinciilor. Provinciile urmaru să fie administrate sub sistemul nou al „dublei subordonări”, în cadrul căreia unele activități precum învățământul public, agricultura, dezvoltarea infrastructurii și autoguvernarea locală au revenit indienilor, în vreme ce altele precum irigațiile, taxele agricole, poliția, închisorile și supervizarea presei rămâneau sub controlul guvernatorului britanic, sprijinit de un consiliu executiv. Noua lege permitea accesul lărgit al indienilor în cadrul corpului funcționarilor publici și în corpul ofițeresc.
Un număr mai mare de indieni au primit dreptul de vot, deși, în alegerile de la nivel național, numai 10% din populația masculină adultă a țării putea participa la procesul electoral. Dintre aceștia, o mare parte a alegătorilor era formată din analfabeți. În adunările legislative provinciale, britanicii au continuat să exercite un anumit control, rezervând un număr de locuri pentru persoane considerate cooperante sau folositoare. Practic, candidații din mediul rural, loiali monarhiei britanice și cu opinii politice mai puțin radicale, au primit mai multe locuri în parlamentele locale decât candidații din zonele urbane. Au mai fost rezervate locuri în parlamente pentru nebrahmani, moșieri, oamenii de afaceri și absolvenții universităților. Atât la nivel provincial cât și la nivel central au fost rezervate locuri pentru musulmani, sikhși, creștini, englezi și alți europeni rezidenți în India. Reformele Montagu-Chelmsford au oferit indienilor o nouă șansă pentru exercitarea puterii legislative, în special la nivel provincial. Totuși, această șansă era oferită numai unui număr relativ redus de alegători, atât din cauza locurilor controlate de britanici (locurile rezervate candidaților din zonele rurale și altor loialiști), cât și bugetelor restrânse.

## Decenul al patrulea - Legea guvernării Indiei din 1935 și alegerile din 1937

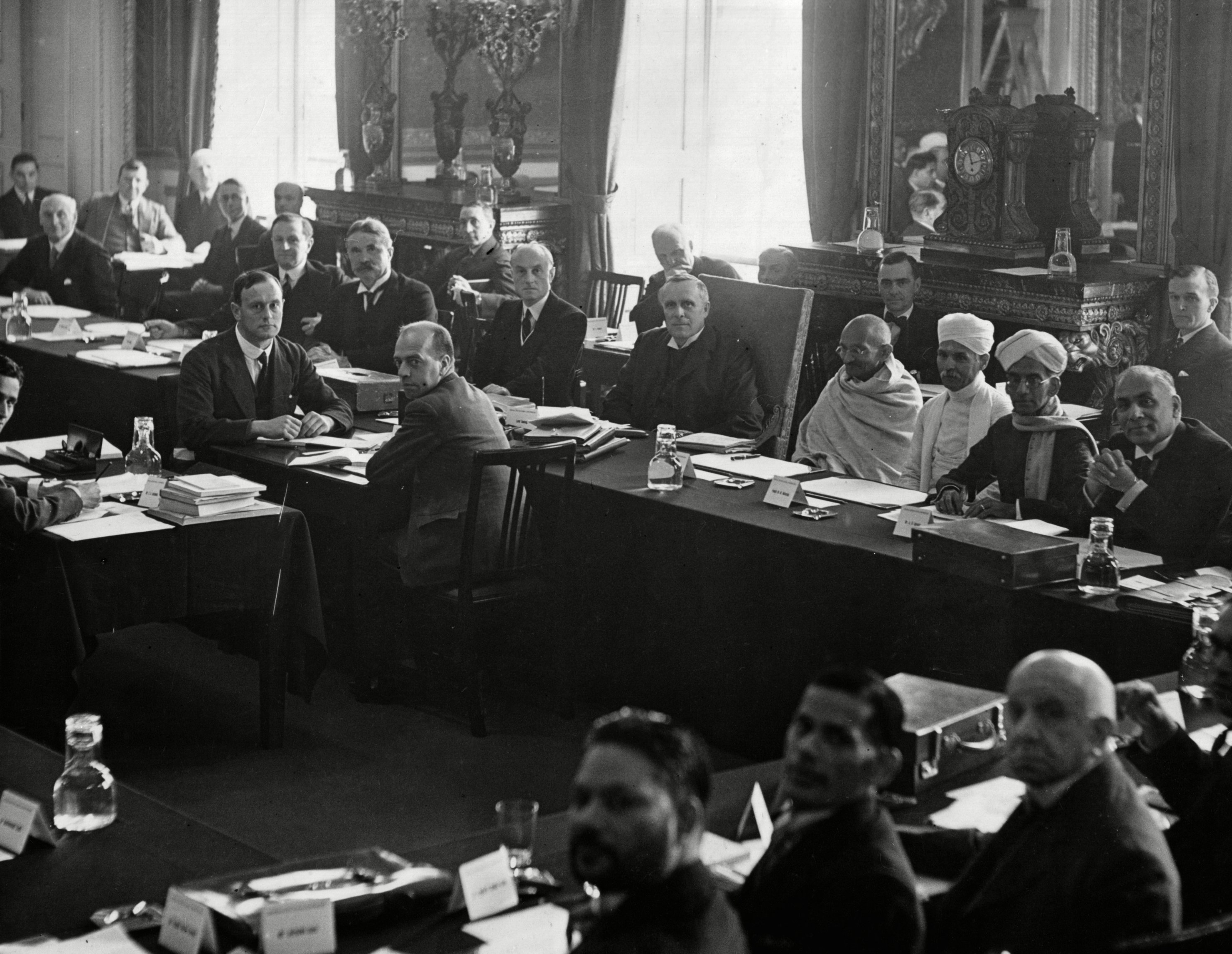
Mahatma Gandhi și premierul britanic Ramsay MacDonald (în stânga lui) la Conferința celei de-a doua mese rotunde de la Londra, octombrie 1931

În 1935, după Conferința celei de-a doua mese rotunde, Parlamentul Britanic a aprobat o nouă Lege de guvernare, care autoriza formarea unor ansambluri legislative independente în toate provinciile Indiei Britanice, crearea unui guvern central, care să aibă control atât asupra Indiei Britanice cât și asupra principatelor autonome și protejarea minorității musulmane. Viitoarea Constituție a Indiei va datora mult acestei ultime legi. Această lege prevedea crearea unui parlament național bicameral și unei ramuri executive aflate sub controlul britanic. Deși federația națională nu a fost realizată niciodată, au fost organizate alegeri pentru parlamentele provinciale în 1937. În ciuda unor rețineri inițiale, Congresul Național Indian a participat la alegeri și a câștigat majoritatea în șapte din cele unsprezece provincii ale Indiei Britanice, iar în aceste provincii au fost formate guverne ale Congresului, care s-au bucurat de puteri largi. În Regatul Unit, aceste victorii au pus pe tapet problema independenței Indiei.

## Al doilea război mondial
Odată cu izbucnirea celui de-al doilea război mondial în 1939, viceregele Indiei Victor Hope, a declarat război Germaniei în numele Indiei fără consultarea liderilor locali, ceea ce a dus la demisia în masă a miniștrilor Congresului de la nivel provincial. Spre deosebire de Congres, Liga Musulmană a sprijinit Anglia în efortul de război. Guvernul britanic a încercat să obțină cooperarea naționaliștilor indieni pentru efortul de război, promițând în schimb independența după încheierea conflictului. Negocierile nu au dus însă la niciun rezultat. Gandhi a lansat mai apoi, în august 1942, mișcarea „Quit India”, care cerea retragerea imediată britanicilor din India și propunea ca armă de luptă opoziția pasivă la scară națională. Împreună cu ceilalți lideri ai Congresului, Gandhi a fost închis imediat, iar în țară au izbucnit demonstrații violente conduse de studenți și, mai apoi, de grupurile politice țărănești, în special în Provinciile Unite estice, în Bihar și în Bengalul vestic. Prezența masivă a armatei britanice în India în timpul războiului a dus la zdrobirea mișcărilor de protest după numai șase săptămâni. Un număr de protestatari a organizat un guvern provizoriu clandestin într-o zonă de la frontiera cu Nepalul.
După închiderea liderilor Congresului, atenția autorităților s-a îndreptat spre Subhas Chandra Bose, care fusese exclus din rândurile Congresului în 1939 din cauza vederilor sale politice. Bose își îndreptase atenția spre Puterile Axei, de unde se aștepta să primească ajutor pentru eliberarea Indiei prin forță. Folosindu-se de sprijinul japonezilor, Bose a reorganizat Armata Națională Indiană, compusă în principal din soldați indieni proveniți din Armata Indiei Britanice, care fuseseră luați prizonieri de niponi în Bătălia de la Singapore. Încă de la începutul războiului, serviciile secrete japoneze au sprijinit nesupunerea populațiilor din coloniile britanice cu scopul sabotării eforturilor de război ale Aliaților în Asia de sud-est. Astfel, niponii au sprijinit mai multe guverne provizorii sau guverne-marionetă în regiunile cucerite, printre care cele din Birmania, Filipine și Vietnam, sau cel al Indiei Libere (Azad Hind), care era condus de Bose. Efortul lui Bose a fost de scurtă durată. După răsturnările de situație din 1944, Armata Indiei Britanice a stopat și mai apoi a respins ofensivele nipone, după care a desfășurat o ofensivă încununată cu succes în Birmania. Armata Națională Indiană și-a încetat existența odată cu recucerirea de către britanici a Singaporelui. Bose a murit într-un accident de avion la scurtă vreme după aceea.
Procesele intentate unor militari ai Armatei Naționale Indiene la sfârșitul anului 1945, au provocat ample violențe naționaliste și demonstrații în întreaga țară, care au afectat inclusiv Armata Indiană.

## Perioada postbelică - transferul de putere

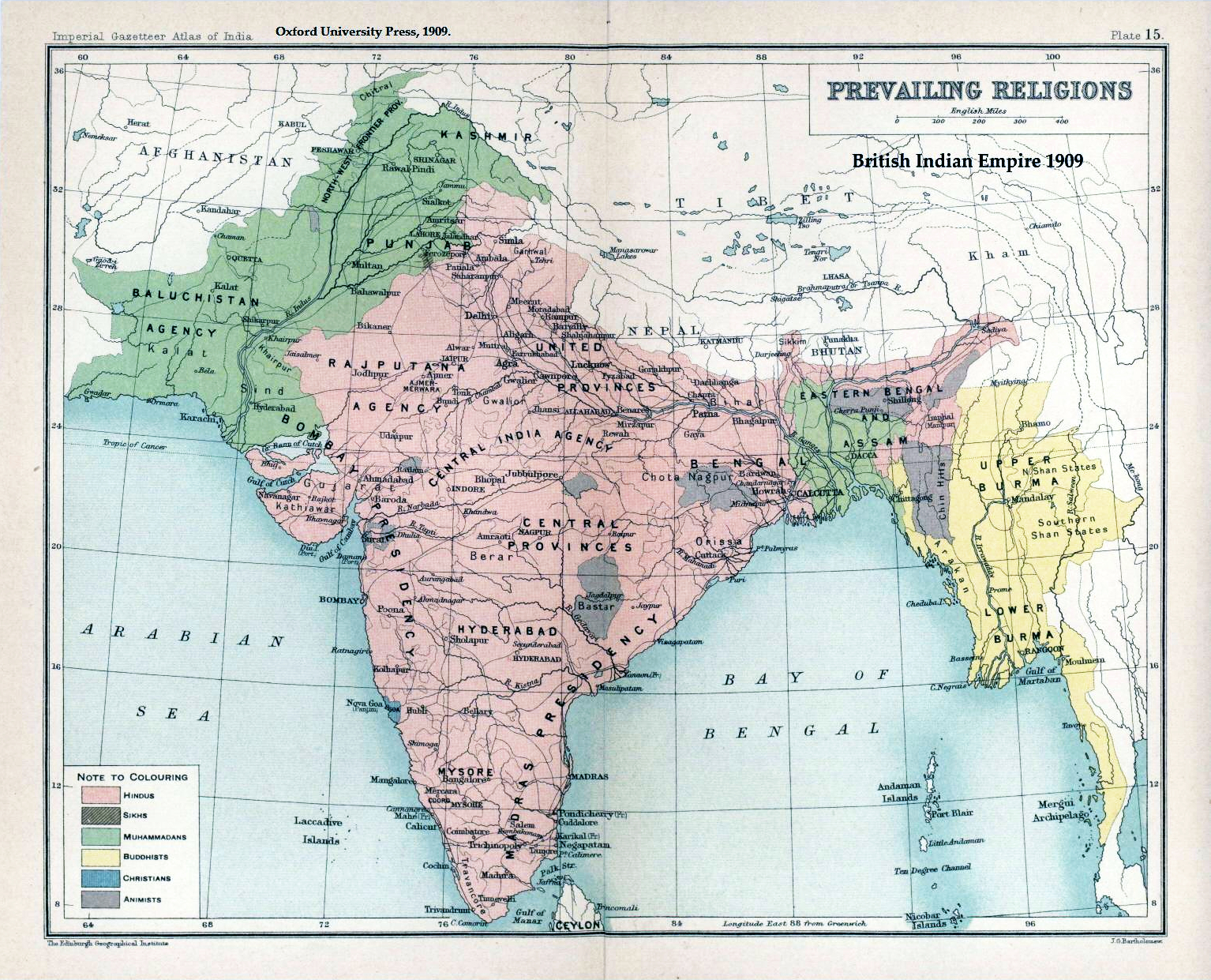
Harta Imperiului Indiei Britanice și a religiilor majoritare (1909)

În ianuarie 1946 au izbucnit mai multe revolte în armata britanică, începând cu cea a soldaților din RAF, care erau nemulțumiți de ritmul prea încet al repatrierii lor în Anglia. Revoltele au culminat cu cele ale marinarilor indieni din Bombay din februarie 1946, urmată de altele ale soldaților din Calcutta, Madras și Karachi. În ciuda faptului că toate revoltele au fost rapid înăbușite, ele au găsit un sprijin real în rândul opiniei publice din India și au obligat guvernul britanic laburist să caute o soluție. A fost trimisă în India o misiune condusă de secretarul de stat pentru India, Pethick Lawrence.
La începutul anului 1946 au fost convocate noi alegeri în India. Congresul Național Indian a câștigat alegerile în 8 din cele 11 provincii. Negocierile dintre Congresul Național Indian și Liga Musulmană s-au împotmolit din cauza problemei împărțirii țării. Liderul musulman Muhammad Ali Jinnah a proclamat ziua de 16 august 1946 ca „Zi a acțiunii directe”. Se dorea ca musulmanii să protesteze pașnic în favoarea unei patrii islamice în India Britanică. A doua zi au izbucnit violențe interconfesionale în Calcutta, care s-au răspândit în întreaga țară. În ciuda situației politice dificile, a fost format un guvern interimar al Congresului în septembrie, cu Jawaharlal Nehru în funcția de prim-ministru al Indiei unite.
Ceva mai târziu, guvernul laburist britanic a decis să accepte transferul de putere către indieni până cel târziu în iunie 1948.
Odată cu apropierea datei proclamării independenței, violențele dintre hinduși și musulmani în Punjab și Bengal au continuat. Noul vicerege, Louis Mountbatten, care nu se putea baza pe o armată care să poată face față valului de violențe, a cerut ca în mai puțin de șase luni să se ajungă la un plan acceptat de toate părțile pentru acordarea independenței. În iunie 1947, liderii naționaliști în frunte cu Nehru și Abul Kalam Azad din partea Congresului, Jinnah din partea Ligii Musulmane, B. R. Ambedkar din partea comunității celor fără castă și Master Tara Singh din partea comunității sikh, au căzut de acord cu un plan de partiție a țării după granițele religioase. Zonele predominant hinduse și sikh au fost desemnate ca să devină noua Indie, în vreme ce zonele predominant musulmane urmau să formeze o nouă națiune: Pakistan. Planul prevedea și împărțirea regiunilor majoritar musulmane Punjab și Bengal.
Mai multe milioane de refugiați musulmani, sikh și hinduși au trecut de-o parte sau alta a așa numitei „linii Radcliffe”, noua graniță. În Punjab, unde noua linie de frontieră împărțea regiunile populației sikh în două, au izbucnit violențe cumplit de sângeroase. În Bengal și Bihar, unde prezența lui Gandhi a temperat spiritele, violențele au fost limitate. În violențele care au izbucnit pe tot teritoriul Indiei au pierit între 250.000-500.000 de oameni din toate taberele. Pe 14 august 1947, a fost proclamat noul Dominion al Pakistanului, cu Muhammad Ali Jinnah primul Guvernator General cu sediul în Karachi. A doua zi, India redusă teritorial - „Uniunea Indiei” - a devenit un stat independent. Jawaharlal Nehru a devenit noul premier indian, iar viceregele Louis Mountbatten, Guvernator General cu sediul în New Delhi.

## Provinciile Indiei Britanice
În momentul proclamării independenței, India Britanică era compusă din următoarele provincii:
- Ajmer-Merwara-Kekri
- Insulele Andaman și Nicobar
- Assam
- Baluchistan
- Bengal
- Bihar
- Bombay
- Provinciile centrale și Berar
- Delhi
- Madras
- Provincia frontierei de nord-vest
- Panth-Piploda
- Orissa
- Punjab
- Sindh
- Provinciile Unite Agra și Oudh

Unsprezece provincii: Assam, Bengal, Bihar, Bombay, Provinciile centrale, Madras, Provincia frontierei de nord-vest, Orissa, Punjab și Sindh - erau conduse de un guvernator. Restul de șase: Ajmer Merwara, Insulele Andaman și Nicobar, Baluchistan, Coorg, Delhi și Panth-Piploda - erau conduse de un comisar șef.
Mai existau și câteva sute de principate aflate sub protecția britanică și conduse de pricipi locali. Printre cele mai importante astfel de principate au fost Jaipur, Gwalior, Hyderabad, Mysore, Travancore și Jammu și Kashmir.